# ネイチャー国際資産税
税理士法人ネイチャー国際資産税（ぜいりしほうじんネイチャーこくさいしさんぜい、Nature International Tax Firm）は、国際資産税の専門ファームとして、東京に拠点を構えている税理士法人。

## 沿革
税理士の芦田敏之が、国際資産税の専門ファームとして、ネイチャー国際資産税事務所を設立。その後、業務拡大に伴い関連会社である「株式会社ネイチャーFAS」「株式会社ネイチャーRES」を設立。
2016年2月に個人事務所から「税理士法人 ネイチャー国際資産税」へ法人化。

## 業務範囲
国際税務・国際資産税
相続・事業承継
所得税・法人税申告
相続税・贈与税申告
資産管理会社・持株会社
社団・財団法人
信託活用
不動産活用
資本政策
組織再編・バリュエーション